# Terra all'infinito
Terra all'infinito (Echo Round His Bones) è un romanzo di fantascienza del 1967 dello scrittore statunitense Thomas M. Disch.

## Trama
Nella Terra del 1990, quasi trent'anni nel futuro rispetto al momento della scrittura del romanzo, il capitano dell'esercito americano Nathan Hansard viene incaricato di portare una valigetta top secret alla base militare su Marte. Il viaggio avviene tramite un sistema di teletrasporto istantaneo ideato da un bizzarro scienziato, Panofski.
Arrivato su Marte, consegna il messaggio al generale Pittmann, di cui era stato assistente in precedenza; costui gli fa leggere il messaggio: dopo cinque settimane, un attacco nucleare totale dovrà essere lanciato contro l'Unione sovietica. Tuttavia il generale rassicura Hansard che probabilmente arriverà un contrordine.
Nel frattempo l'Autore ci fa sapere che un effetto collaterale della teletrasmissione è la creazione di una "eco" di ogni cosa trasmessa, inclusi gli esseri umani, i quali si trovano a vivere in un universo collegato all'universo reale ma con certi strani effetti, quale per esempio la possibilità di attraversare i muri.
Non sapendo di ciò, gli umani "echi" non ricevono alimenti dal mondo reale, quindi si verificano omicidi e atti di cannibalismo. In particolare il sergente Worsaw, che era stato degradato dal capitano Hansard per un comportamento illegale, capeggia, insieme a varie "copie" di sé stesso, alcuni soldati "echi", ed è molto ostile verso il capitano, che vorrebbe uccidere. Ma costui riesce a sfuggirgli, anche se poi ha difficoltà ad abbeverarsi e nutrirsi.
A un certo punto Hansard scopre che nel mondo "eco" oltre ai soldati c'è un'altra colonia di persone, formata da due copie dello scienziato Panofski e da tre copie della di lui moglie Bridgetta. Costoro lo aiutano a sopravvivere grazie alle risorse inviate dal Panofski "originale", che conosceva la possibilità che si formassero degli "echi".
Ma le cinque settimane stanno per scadere, e il gruppo cerca un modo per impedire la catastrofe nucleare. Ci riusciranno, dato che il capitolo finale si intitola "il felice finale".

## Personaggi
- capitano Nathan Hansard
- John Worsaw, ex sergente
- generale Pittmann
- Bernard Panofski, inventore del teletrasporto
- Bridgetta/Bridget/Bridie/Jet: giovane moglie di Panofski

Quasi tutti i personaggi elencati sono presenti in due o più "copie".

## Struttura e stile
Disch ha suddiviso il romanzo in 18 capitoli, ciascuno dei quali ha un titolo.
Il romanzo ha uno stile tradizionale, ossia il narratore onnisciente che racconta al passato le varie vicende, ma talvolta l'autore si rivolge direttamente al Lettore per esporre considerazioni metaletterarie e filosofiche varie.

## Edizioni
Il romanzo fu pubblicato in italiano nel 1970 nel numero 118 della collana Galassia, della casa editrice La Tribuna di Piacenza. 
Ristampato insieme a un altro romanzo di Disch sul numero 16 della collana Bigalassia dello stesso editore.
- Thomas M. Disch, Echo Round His Bones, Berkley Books, 1967.

- Thomas M. Disch, Terra all'infinito, traduzione di Antonio Bellomi, collana Galassia n° 118, La Tribuna, Piacenza, 1970.
- Thomas M. Disch, Terra all'infinito, in Terra all'infinito Campo Archimede, traduzione di Antonio Bellomi, Bigalassia 16, La Tribuna, Piacenza, 1973.